# Szihalom
Szihalom is een plaats (község) en gemeente in het Hongaarse comitaat Heves. Szihalom telt 3250 inwoners (2002).